# Piramidologia

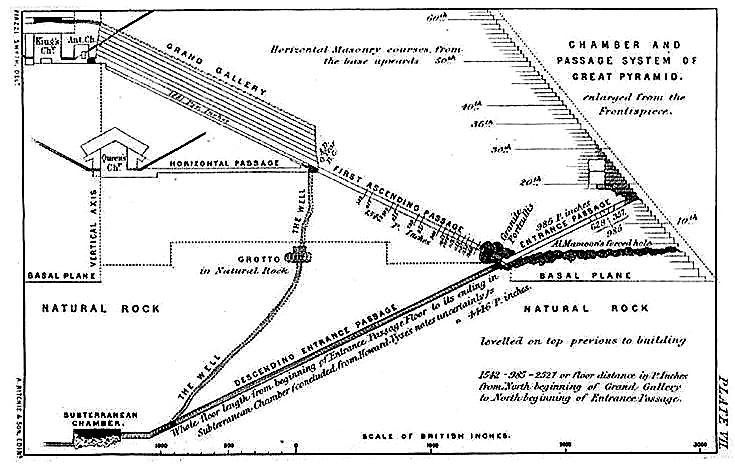
Charles Piazzi Smyth: Geometria das passagens da Grande Pirâmide de Gizé

Piramidologia é um termo usado para se referir a fenômenos e informações pseudocientíficos relacionados a pirâmides. Na maioria das vezes aborda estudos sobre a Grande Pirâmide de Gizé, no Egito. Entretanto, a Piramidologia é considerada como especulação sem base científica pela academia, que considera tais hipóteses como sensacionalistas, imprecisas ou totalmente deficientes em análises empíricas e aplicações do método científico.
Entre as supostas propriedades metafísicas das pirâmidas estão a capacidade de preservar alimentos, afiar ou manter o fio das lâminas de barbear, melhorar a saúde, funcionar "como uma incubadora de formas de pensamento", desencadear impulsos sexuais e causar outros efeitos.
Não há evidências científicas que suportem essas ideias.

## História
Os primeiros estudos piramidológicos surgiram por volta do século XIX, consistindo pesquisas do escritor John Taylor e de Charles Piazzi Smyth, um astrônomo da Royal Society. Smith acreditava que a Grande Pirâmide de Gizé era uma espécie de calendário repleto de profecias e que as medidas de suas passagens revelavam períodos cronológicos, conforme descrito pelo seu livro: "Our Inheritance in the Great Pyramid" (Nossa Herança na Grande Pirâmide) publicado em 1864.
Ainda no século XIX, as conclusões de Charles Piazzi Smyth sobre a Grande Pirâmide de Gizé serviram de base para estudos de grupos religiosos remanescentes do Millerismo, em especial grupos do chamado Segundo Adventismo e dos Estudantes da Bíblia. Para estes movimentos cristãos, a Grande Pirâmide era a "coluna de Deus" descrita no livro bíblico de Isaías 19:19-20, e as medidas de suas passagens confirmariam cronologias bíblicas. O originador do movimento dos Estudantes da Bíblia, Charles Taze Russell, publicou uma série de livros intitulada "Studies in the Scriptures" (Estudos das Escrituras) onde fez diversas referências à Grande Pirâmide e seu propósito no plano Divino.
Os irmãos John Edgar e Morton Edgar (cientistas e também membros do movimento dos Estudantes da Bíblia, além de associados pessoais de Charles Taze Russell) escreveram tratados extensos sobre a história, a natureza e a simbologia profética da Grande Pirâmide, em relação à história e arqueologia, junto com suas interpretações de cronologias proféticas e bíblicas. A fim de confirmarem a obra de Charles T. Russell, os irmãos Edgar viajaram para o Egito em 1906 para estudar as medidas da Grande Pirâmide. Como resultado, publicaram um trabalho extenso e altamente detalhado intitulado: "Great Pyramid Passages e Chambers", publicado originalmente em 1910, 1913 e expandido em 1923. Ainda hoje os livros dos irmãos Edgar são de interesse para pesquisadores egiptólogos, pois eles fizeram numerosas fotografias em preto e branco da Grande Pirâmide antes dos processos de limpeza e restauração moderna no monumento, o que eliminou muitas características e detalhes que apenas os irmãos Edgar registraram com boa qualidade.
Em 2010 surge o filme “A revelação das pirâmides”, documentário baseado no livro homônimo de Jacques Grimault, que propõe uma teoria que liga as pirâmides a vários monumentos antigos, da China ao Peru, do Egito. para o México.

## Textos piramidológicos
Os principais textos piramidológicos incluem os seguintes aspectos:
- Teorias arqueológicas, sugerindo que algumas das Pirâmides do Egito não foram construídas para servir como tumbas e dando explicações alternativas sobre sua construção, como por exemplo a levitação dos blocos de pedra, supondo que tecnologia de seres extraterrestres, visitantes do futuro ou de outras dimensões teria auxiliado a construção dos monumentos.
- Teorias Oraculares tomando como referência as medidas internas da Grande Pirâmide de Gizé, cujas dimensões seriam mensagens codificadas que revelariam eventos históricos futuros (em relação à data de construção da pirâmide).
- Teorias Energéticas, baseadas na intensiva reprodução de experimentos com modelos geométricos de pirâmides[17][18][19][20][21][22][23][24] tendo como resposta a identificação de fenômenos como a mumificação de corpos colocados sob os modelos, a aceleração do crescimento de vegetais, o aumento da taxa de fertilidade de sementes, benefícios à saúde humana e não humana dentre diversos outros fenômenos, alguns deles tidos como negativos, como a aceleração da putrefação.